# Ӹ
Ӹ – litera cyrylicy używana w języku maryjskim, w którym reprezentuje samogłoskę przymkniętą tylną niezaokrągloną. 
W systemie Unicode wielką literę Ӹ uzyskuje się w wyniku kombinacji U+04F8, a małą – U+04F9.